# Natação nos Jogos Olímpicos de Verão de 2020 - Revezamento 4x100 m livre masculino
A competição do revezamento 4x100 m livre masculino da natação nos Jogos Olímpicos de Verão de 2020 foi disputada em 25 e 26 de julho de 2021 no Centro Aquático, em Tóquio. Um total de 70 nadadores de 16 Comitês Olímpicos Nacionais (CON) participaram do evento.

## Qualificação
As doze melhores equipes neste evento no durante o Campeonato Mundial de Esportes Aquáticos de 2019 se classificaram para as Olimpíadas. Outras quatro equipes se classificaram por terem os tempos mais rápidos em eventos de qualificação aprovados durante o período entre 1º de março de 2019 a 30 de maio de 2020.

## Formato
A competição consiste em duas rodadas: preliminares e final. As equipes com os oito melhores tempos nas baterias preliminares avançam a final. Desempates (swim-offs) são utilizados conforme necessário para quebrar os empates de avanço a próxima rodada.

## Calendário
Horário local (UTC+9)
| Data                | Horário | Fase         |
| ------------------- | ------- | ------------ |
| 25 de julho de 2021 | 20:30   | Preliminares |
| 26 de julho de 2021 | 12:05   | Final        |

## Medalhistas
|  | USA Estados Unidos                                                |  | ITA Itália                                                                      |  | AUS Austrália                                                             |
|  | Caeleb Dressel Blake Pieroni Bowe Becker Zach Apple Brooks Curry* |  | Alessandro Miressi Thomas Ceccon Lorenzo Zazzeri Manuel Frigo Santo Condorelli* |  | Matthew Temple Zac Incerti Alexander Graham Kyle Chalmers Cameron McEvoy* |

*Participaram apenas das eliminatórias, mas também receberam medalhas.

## Recordes
Antes desta competição, os recordes mundiais e olímpicos da prova eram os seguintes:
| Tipo | Atleta | Tempo   | Local  | Data                 |
| ---- | --- | ------- | ------ | -------------------- |
|      | USA Estados Unidos Michael Phelps (47.51) Garrett Weber-Gale (47.02) Cullen Jones (47.65) Jason Lezak (46.06) | 3:08.24 | Pequim | 11 de agosto de 2008 |
|      | USA Estados Unidos Michael Phelps (47.51) Garrett Weber-Gale (47.02) Cullen Jones (47.65) Jason Lezak (46.06) | 3:08.24 | Pequim | 11 de agosto de 2008 |

## Resultados

### Preliminares
As equipes com as oito primeiras colocações, independente da bateria, avançam a final.
| Pos. | Bateria | Raia | CON                | Nadadores                                                                                                | Tempo   | Notas            |
| ---- | ------- | ---- | ------------------ | --- | ------- | ---------------- |
| 1    | 1       | 5    | ITA Itália         | Alessandro Miressi (47.46) Santo Condorelli (47.90) Lorenzo Zazzeri (47.29) Manuel Frigo (47.64)         | 3:10.29 | Q,               |
| 2    | 2       | 4    | USA Estados Unidos | Brooks Curry (48.84) Blake Pieroni (47.71) Bowe Becker (47.59) Zach Apple (47.19)                        | 3:11.33 | Q                |
| 3    | 2       | 5    | AUS Austrália      | Cameron McEvoy (49.18) Zac Incerti (47.64) Alexander Graham (48.44) Kyle Chalmers (46.63)                | 3:11.89 | Q                |
| 4    | 1       | 6    | FRA França         | Clément Mignon (48.58) Maxime Grousset (47.41) Charles Rihoux (48.27) Mehdy Metella (48.09)              | 3:12.35 | Q                |
| 5    | 1       | 3    | BRA Brasil         | Breno Correia (48.67) Pedro Spajari (48.15) Gabriel Santos (48.43) Marcelo Chierighini (47.34)           | 3:12.59 | Q                |
| 6    | 2       | 6    | HUN Hungria        | Kristóf Milák (48.56) Szebasztián Szabó (48.44) Richárd Bohus (48.27) Nándor Németh (47.46)              | 3:12.73 | Q                |
| 7    | 2       | 2    | CAN Canadá         | Brent Hayden (48.51) Joshua Liendo (47.67) Ruslan Gaziev (49.04) Yuri Kisil (47.78)                      | 3:13.00 | Q                |
| 8    | 1       | 4    | ROC                | Vladislav Grinev (48.39) Andrey Minakov (47.48) Vladimir Morozov (48.13) Aleksandr Shchegolev (49.13)    | 3:13.13 | Q                |
| 9    | 2       | 3    | GBR Grã-Bretanha   | Matthew Richards (48.23) James Guy (48.03) Joe Litchfield (49.41) Jacob Whittle (47.50)                  | 3:13.17 |                  |
| 10   | 1       | 7    | SRB Sérvia         | Velimir Stjepanović (48.74) Andrej Barna (47.50) Uroš Nikolić (48.94) Nikola Aćin (48.53)                | 3:13.71 | Recorde nacional |
| 11   | 1       | 8    | POL Polônia        | Karol Ostrowski (48.67) Kacper Majchrzak (49.02) Konrad Czerniak (48.51) Jakub Kraska (47.68)            | 3:13.88 | Recorde nacional |
| 12   | 2       | 1    | NED Países Baixos  | Nyls Korstanje (49.15) Stan Pijnenburg (47.35) Thom de Boer (49.39) Jesse Puts (48.18)                   | 3:14.07 |                  |
| 13   | 1       | 1    | JPN Japão          | Katsumi Nakamura (48.56) Shinri Shioura (48.63) Akira Namba (48.66) Kaiya Seki (48.59)                   | 3:14.44 |                  |
| 14   | 2       | 7    | SUI Suíça          | Roman Mityukov (48.46) Nils Liess (49.17) Noè Ponti (48.62) Antonio Djakovic (48.40)                     | 3:14.65 |                  |
| 15   | 1       | 2    | GRE Grécia         | Andreas Vazaios (48.65) Kristian Gkolomeev (47.95) Odysseus Meladinis (49.69) Apostolos Christou (49.00) | 3:15.29 |                  |
| 16   | 2       | 8    | GER Alemanha       | Damian Wierling (48.96) Marius Kusch (48.71) Christoph Fildebrandt (48.72) Jan Eric Friese (48.95)       | 3:15.34 |                  |

### Final
As três equipes mais rápidas na final conquistaram as medalhas.
| Pos.              | Raia | CON                | Nadadores                                                                                           | Tempo   | Notas            |
| ----------------- | ---- | ------------------ | --------------------------------------------------------------------------------------------------- | ------- | ---------------- |
| Medalha de ouro   | 5    | USA Estados Unidos | Caeleb Dressel (47.26) Blake Pieroni (47.58) Bowe Becker (47.44) Zach Apple (46.69)                 | 3:08.97 |                  |
| Medalha de prata  | 4    | ITA Itália         | Alessandro Miressi (47.72) Thomas Ceccon (47.45) Lorenzo Zazzeri (47.31) Manuel Frigo (47.63)       | 3:10.11 | Recorde nacional |
| Medalha de bronze | 3    | AUS Austrália      | Matthew Temple (48.07) Zac Incerti (47.55) Alexander Graham (48.16) Kyle Chalmers (46.44)           | 3:10.22 |                  |
| 4                 | 1    | CAN Canadá         | Brent Hayden (47.99) Joshua Liendo (47.51) Yuri Kisil (47.15) Markus Thormeyer (48.17)              | 3:10.82 | Recorde nacional |
| 5                 | 7    | HUN Hungria        | Kristóf Milák (48.24) Szebasztián Szabó (47.44) Richárd Bohus (47.81) Nándor Németh (47.57)         | 3:11.06 | Recorde nacional |
| 6                 | 6    | FRA França         | Maxime Grousset (47.52) Florent Manaudou (47.62) Clément Mignon (48.01) Mehdy Metella (47.94)       | 3:11.09 |                  |
| 7                 | 8    | ROC                | Andrey Minakov (47.71) Vladislav Grinev (47.94) Vladimir Morozov (48.15) Kliment Kolesnikov (48.40) | 3:12.20 |                  |
| 8                 | 2    | BRA Brasil         | Breno Correia (48.69) Pedro Spajari (48.24) Gabriel Santos (48.76) Marcelo Chierighini (47.72)      | 3:13.41 |                  |

Legenda
| Recorde mundial      | Recorde mundial (World record)               |                       | Recorde africano                      | Recorde africano (African) |                                           | Q | Classificado por posição (Qualified) |
| Recorde olímpico     | Recorde olímpico (Olympic record)            | Recorde da América    | Recorde da América (Americas)         | q                          | Classificado por melhor tempo (Qualified) |   |                                      |
| Melhor marca do ano  | Melhor marca do ano (World leading)          | Recorde asiático      | Recorde asiático (Asian)              | DNS                        | Não largou (Did not start)                |   |                                      |
| Recorde nacional     | Recorde nacional (National record)           | Recorde europeu       | Recorde europeu (European)            | DNF                        | Não terminou (Did not finish)             |   |                                      |
| Recorde pessoal      | Recorde pessoal do atleta (Personal best)    | Recorde da Oceania    | Recorde da Oceania (Oceania)          | DSQ / DQ                   | Desclassificado (Disqualified)            |   |                                      |
| Recorde da temporada | Recorde da temporada do atleta (Season best) | Recorde sul-americano | Recorde sul-americano (South America) | NM                         | Sem marca (No mark)                       |   |                                      |